# CONCACAF-kampioenschap voetbal onder 20 - 1962
Het CONCACAF-kampioenschap voetbal onder 20 van 1962 was de 1e editie van het CONCACAF-kampioenschap voetbal onder 20, een CONCACAF-toernooi voor nationale ploegen van spelers onder de 20 jaar. Negen landen namen deel aan dit toernooi dat van 4 tot en met 18 maart 1962 in Panama werd gespeeld. Mexico werd voor de eerste keer winnaar.

## Groepsfase

### Groep A
| Pos. | Land                 | GW | W | G | V | DV | DT | +/− | Ptn. |
| ---- | -------------------- | -- | - | - | - | -- | -- | --- | ---- |
| 1    | Nederlandse Antillen | 3  | 1 | 2 | 0 | 4  | 3  | +1  | 4    |
| 2    | Guatemala            | 3  | 1 | 1 | 1 | 4  | 4  | 0   | 3    |
| 3    | Panama               | 3  | 1 | 1 | 1 | 3  | 3  | 0   | 3    |
| 4    | El Salvador          | 3  | 0 | 2 | 1 | 2  | 3  | –1  | 1    |

### Groep B
| Pos. | Land       | GW | W | G | V | DV | DT | +/− | Ptn. |
| ---- | ---------- | -- | - | - | - | -- | -- | --- | ---- |
| 1    | Mexico     | 4  | 3 | 1 | 0 | 15 | 2  | +13 | 7    |
| 2    | Costa Rica | 4  | 2 | 1 | 1 | 15 | 5  | +10 | 5    |
| 3    | Honduras   | 4  | 1 | 1 | 1 | 3  | 4  | –1  | 3    |
| 4    | Nicaragua  | 4  | 0 | 2 | 2 | 2  | 12 | –10 | 2    |
| 4    | Haïti      | 3  | 0 | 1 | 2 | 2  | 14 | –12 | 1    |

## Finalegroep
| Pos. | Land                 | GW | W | G | V | DV | DT | +/− | Ptn. |
| ---- | -------------------- | -- | - | - | - | -- | -- | --- | ---- |
| 1    | Mexico               | 3  | 1 | 2 | 0 | 4  | 3  | +1  | 4    |
| 2    | Guatemala            | 3  | 1 | 1 | 1 | 4  | 3  | +1  | 3    |
| 3    | Nederlandse Antillen | 3  | 1 | 1 | 1 | 3  | 4  | –1  | 3    |
| 4    | Costa Rica           | 3  | 1 | 0 | 2 | 4  | 5  | –1  | 2    |

1962 · 1964 · 1970 · 1973 · 1974 · 1976 · 1978 · 1980 · 1982 · 1984 · 1986 · 1988 · 1990 · 1992 · 1994 · 1996 · 1998 · 2001 · 2003 · 2005 · 2007 · 2009 · 2011 · 2013 · 2015 · 2017 · 2018 · 2022

Jeugdtoernooi CONCACAF mannen: onder 17 · onder 15

Jeugdtoernooi CONCACAF vrouwen: onder 20 · onder 17 · onder 15